# Chronologie de l'histoire du Québec jusqu'en 1533
Cette section de la Chronologie de l'histoire du Québec concerne les événements ayant eu lieu avant 1533.

## Préhistoire
- Il y a quelque 2,9 milliards d'années, une plaque continentale constituée principalement de roches métamorphiques et ignées connue sous le nom de Bouclier canadien s'est formée lentement.
- Il y a environ 350 millions d'années, une énorme météorite tomba sur Terre à un endroit aujourd'hui connu sous le nom de région de Charlevoix.
- Il y a environ 255 millions d'années, la lente collision entre deux continents à la dérive commence à former la chaîne de montagnes des Appalaches.
- Il y a environ 13 000 ans, des groupes de chasseurs seraient passés en Amérique par le détroit de Béring. (Ceci est du moins la théorie dominante depuis 1927, cependant, d'autres théories plausibles sont aussi étudiées aujourd'hui.)
- Des Paléoaméricains, dont la présence au Québec peut être retracée jusqu'à environ 10 000 ans, ont précédé l'arrivée des peuples aborigènes algonquiens et iroquoiens avec lesquels les voyageurs européens entrèrent en contact seulement au XIVe siècle.
- Il y a quelque 8 000 ans, le sud du Québec devient habitable après un réchauffement climatique sur cette partie de la terre. Les peuples autochtones commencent à occuper le territoire québécois. Ils sont les ancêtres des peuples algonquiens et iroquoiens d'aujourd'hui.

## Années 1000
- Vers 1001 - L'explorateur viking Leif Ericson (fils d'Erik le Rouge) atteignit l'Amérique (il fonda un village qui fut évacué rapidement à l'Anse aux Meadows à Terre-Neuve).

## XVesiècle
- 1492 - Pour les Rois Catholiques, Isabelle reine de Castille et Leon et Ferdinand roi d'Aragon, Christophe Colomb traverse l'océan Atlantique et atteint ce qu'il croit être les Indes, mais il s'agissait en fait de l'Amérique (le Nouveau Monde).
- 1497 - Jean Cabot explore le continent nord-américain et en prend possession au nom du roi d'Angleterre.

## XVIesiècle
- 1524 - Giovanni da Verrazano, un des premiers explorateurs mandatés par le roi de France, se rendit jusqu'aux côtes de la Floride et remonta vers le nord jusqu'à Terre-Neuve. Il donna à ce territoire d'une superficie indéterminée le nom de Nouvelle-France.
- 1525 à 1530 - Des pêcheurs basques et des baleiniers naviguent souvent dans l'estuaire du Saint-Laurent et sur la rivière Saguenay, des eaux poissonneuses.